# Мануел Антоніу Піна
Мануел Антоніу Піна (порт. Manuel António Pina; 18 листопада 1943, Сабугал — 19 жовтня 2012, Порту) — португальський поет.

## Біографія
Закінчив юридичний факультет Коїмбрського університету. Свою першу збірку поезії «Ainda Não É o Fim nem o Princípio do Mundo Calma É Apenas Um Pouco Tarde» опублікував 1974 року.
Більше 30 років пропрацював журналістом у великій національній газеті Jornal de Notícias. Окрім віршів, писав прозу, п'єси та книги для дітей.

## Вибрані твори

### Поезія
- 1974 —  Ainda não é o fim nem o princípio do Mundo, calma é apenas um pouco tarde
- 1978 —  Aquele que quer morrer
- 1981 —  A lâmpada do quarto? A criança?
- 1983 —  O pássaro da cabeça
- 1984 —  Nenhum sítio
- 1989 —  O caminho de casa
- 1991 —  Um sítio onde pousar a cabeça
- 1992 —  Algo parecido com isto, da mesma substância
- 1993 —  Farewell happy fields
- 1994 —  Cuidados intensivos
- 1999 —  Nenhuma palavra, nenhuma lembrança
- 2001 —  Atropelamento e fuga
- 2002 —  Poesia reunida , збірка віршів
- 2003 —  Os livros
- 2008 —  Gatos
- 2011 —  Poesia, saudade da prosa , антологія
- 2011 —  Como se desenha uma casa
- 2012 —  Todas as palavras / Poesia reunida , збірка віршів

### Проза
- 1986 —  Os piratas
- 2003 —  Os papéis de K.
- 2005 —  Queres Bordalo?

### Театр
- 1983 —  Os dois ladrões
- 1987 —  O inventão
- 1998 —  Aquilo que os olhos vêem, ou O Adamastor
- 2001 —  A noite
- 2002 —  Perguntem aos vossos gatos e aos vossos câes
- 2009 —  História do sábio fechado na sua biblioteca

## Визнання
Командор Ордена Інфанта дона Енріке (2005). Премія Камоенса (2011) та інші національні премії. Вірші перекладені багатьма мовами світу.